# Recettes publiques
Les recettes publiques sont l’ensemble des recettes perçues par les administrations publiques. Elles se constituent essentiellement des impôts (prélevés par l'État), des taxes (reçues par les collectivités locales), et cotisations sociales (payées aux organismes de la sécurité sociale). Les recettes publiques contribuent avec les emprunts publics au financement des dépenses publiques.

## En France
En France, les recettes publiques recouvrent aussi bien les prélèvements obligatoires (impôts, taxes et cotisations sociales) que des recettes d'emprunt -contribution volontaire de particuliers- ou encore les recettes engendrées par les établissements publics à caractères industriels et commerciaux (SNCF par exemple).
Par exemple, en 2006, les prélèvements obligatoires valaient 44,2 % du PIB, les recettes publiques valaient 50,8 %, et les dépenses publiques valaient 53,4 %. Pour certains économistes, ce taux est un mauvais indicateur de la dépense publique car il agrège des montants issus de diverses approches du PIB (cf Dépenses publiques).